# Campiglossa hofferi
Campiglossa hofferi är en tvåvingeart som först beskrevs av Dirlbek och Dirlbekova 1976.  Campiglossa hofferi ingår i släktet Campiglossa och familjen borrflugor.
Artens utbredningsområde är Algeriet. Inga underarter finns listade.